# Хламур
Хламур или Фламур на гръцки: Φλαμούρι, Фламури, катаревуса Φλαμούριον, Фламурион) е бивше село в Гърция, разположено на територията на дем Лъгадина, област Централна Македония.

## География
Селото е било разположено високо в центъра на Богданската планина (Сухо планина, на гръцки Вертискос), на 5 километра северно от село Сухо (Сохос).

## История

### В Османската империя
През XIX век Хламур е голямо турско село, числящо се към Лъгадинската каза на Османската империя. В „Етнография на вилаетите Адрианопол, Монастир и Салоника“, издадена в Константинопол в 1878 година и отразяваща статистиката на населението от 1873 година, Хламур (Hlamour) е показано като село с 300 домакинства и 760 жители мюсюлмани. Към 1900 година според статистиката на Васил Кънчов („Македония. Етнография и статистика“) в Хламуръ живеят 1600 души турци.

### В Гърция
След Междусъюзническата война Хламур попада в Гърция. През 20-те години мюсюлманското му население се изселва и в селото са настанени гърци бежанци. Според преброяването от 1928 година Хламур е чисто бежанско село със 100 бежански семейства и 303 души. Заличено е в 1961 година.